# Bière fruitée
 (juillet 2022).
Si vous disposez d'ouvrages ou d'articles de référence ou si vous connaissez des sites web de qualité traitant du thème abordé ici, merci de compléter l'article en donnant les références utiles à sa vérifiabilité et en les liant à la section « Notes et références ».

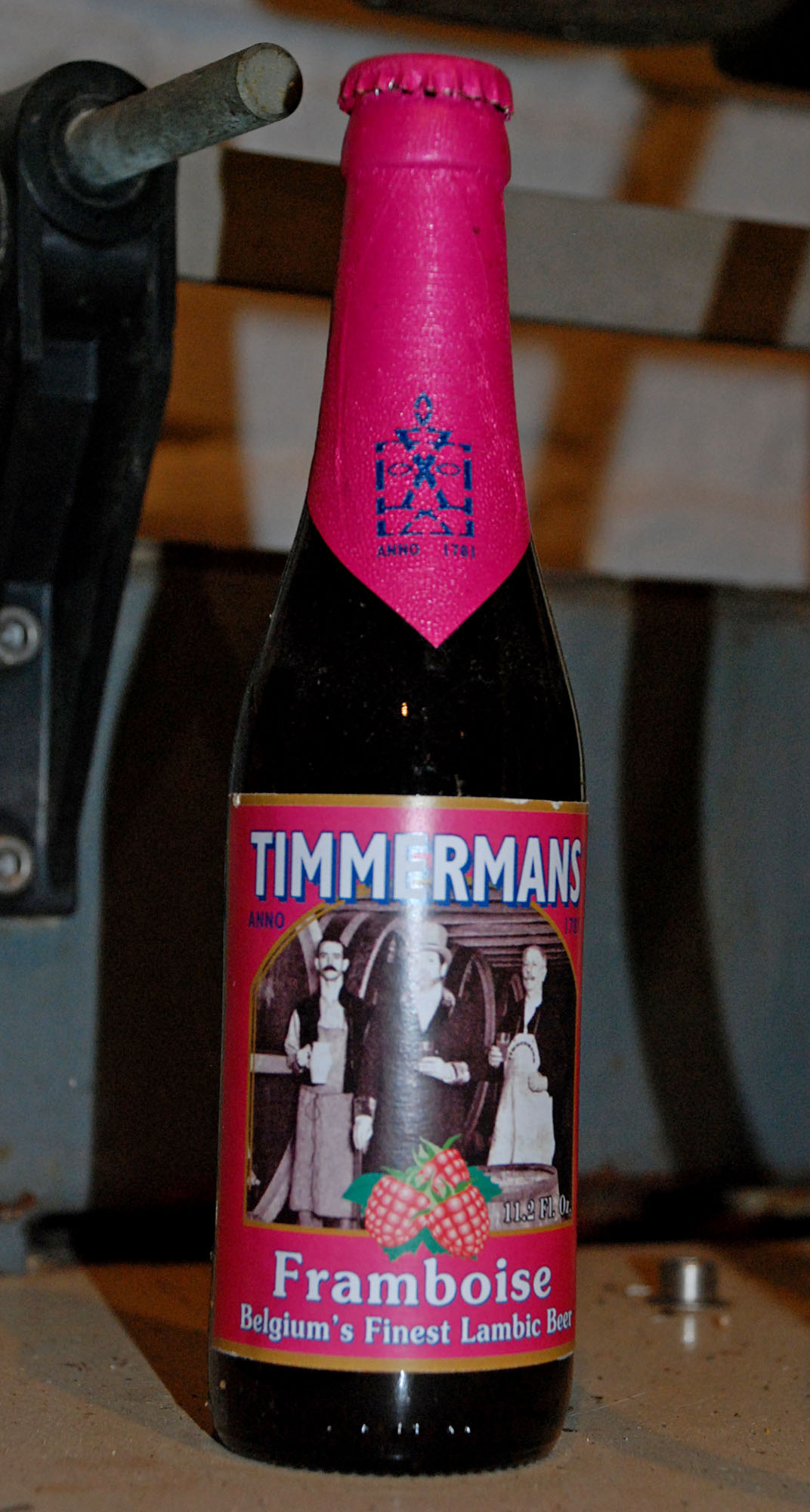
Bouteille de Timmermans, une lambic, à la framboise

La bière fruitée est une bière contenant des fruits ajoutés comme complément ou arôme sous la forme de fruits fermentés à la fin du brassage ou de jus de fruits.  

## Description
Les lambics, bières originaires de la vallée de la Senne (autour de Bruxelles), bien que copiées par des brasseurs dans d'autres parties du monde, peuvent être refermentées avec des cerises pour faire une kriek, ou fermentées avec des framboises pour faire de la framboise. Traditionnellement, les fruits à noyau sont préférés (cerise, pêche, etc.), mais la framboise, la fraise, la banane et la pomme sont également utilisables. 
Tous les types de bières lambic, les bières de fermentation haute telles que les blondes belges, les bières ambrées belges et les vieilles brunes flamandes passent généralement par un processus de fermentation en plusieurs étapes. Après la première fermentation du moût, du sucre est ajouté et la bière est refermentée sur des fûts en bois. Pour faire de la bière aux fruits, le fruit, le jus de fruit ou le sirop de fruit est ajouté (au lieu du sucre) au premier brassage et refermenté ; ceux-ci peuvent être appelés lambics aux fruits ou bières fruitées, selon le type de premier brassage.
Le nom d'une bière aux fruits peut être composé du nom de la bière originale et de celui du fruit ajouté. Par exemple, la kriek lambic (lambic aux cerises), bien que le nom de la bière originale soit souvent abandonné dans la langue vernaculaire, donc « kriek » en plus court, également en français.
Les bières à laquelle on ajoute du sirop de fruits ou de la limonade aux fruits comme arôme après l'étape finale de la fermentation ne sont pas des bières aux fruits. Elles sont connues sous le nom de « Radlers », ou au Royaume-Uni, de « Shandy ».